# Too Low for Zero Tour
Die Too Low for Zero Tour war eine weltweite Konzerttournee des britischen Sängers und Pianisten Elton John, die mit der Promotion seines 1983 erschienenen und namensgebenden Studioalbums Too Low for Zero verbunden war.

## Hintergrund
Elton John und seine Mitmusiker begannen die Too Low for Zero Tour am 7. Oktober 1983 in Sun City und beendeten sie am 31. März 1984 in der damaligen britischen Kronkolonie Hongkong. Mit 32 Konzerten in Afrika, Ozeanien und Asien und in Ländern, in denen John bis zu diesem Zeitpunkt selten oder noch nie aufgetreten war, war diese Tournee für Johns Verhältnisse ungewöhnlich kurz. Dies lag daran, dass er bereits Ende 1983 mit der Arbeit an seinem nächsten Album Breaking Hearts begonnen hatte und dafür ebenfalls eine Welttournee für Mitte bis Ende des Jahres 1984 geplant hatte.
Zur traditionellen Bandbesetzung von Elton Johns Begleitband (bestehend aus dem Gitarristen Davey Johnstone, dem Bassisten Dee Murray und dem Schlagzeuger Nigel Olsson) kam Fred Mandel, der kurz zuvor mit Davey Johnstone in Alice Coopers Band gespielt hatte, als zusätzlicher Gitarrist und Keyboarder hinzu. Dies ermöglichte John, sich bei wenigen Songs von seinem traditionellen Platz am Flügel zu entfernen und „freihändig“ zu singen.
Der kurze, aber sehr erfolgreiche Tournee verzeichnete für Elton John insbesondere in Australien und Neuseeland neue Zuschauerrekorde, sorgte aufgrund seiner Auftritte in Südafrika jedoch auch für Kritik, da die Vereinten Nationen zu diesem Zeitpunkt einen Kulturboykott gegen das Apartheid-Regime in Südafrika ankündigte, der von der britischen Musikergewerkschaft unterstützt wurde. Zwar war das Sun City Resort, eine südafrikanische Casino-Stadt nach dem Vorbild von Las Vegas, einer der wenigen Orte, an dem keine Segregation zwischen Schwarzen und Weißen stattfand, jedoch war der Freizeitkomplex ein Produkt des südafrikanischen Apartheid-Regimes. Ungeachtet der Ethnie der dortigen Konzertbesucher gaben Elton John und seine Band ihre Konzerte auch nicht für eine Minderheit, sondern nur für die obersten Zehntausend, die sich die hohen Ticketpreise für solche Konzerte leisten konnten, was John zusätzliche Kritik von Musikpresse und auch Fans einbrachte.

## Setlist

### Bespiel-Setlist
- Tiny Dancer
- Hercules
- Rocket Man
- Daniel
- Teacher I Need You
- Candle in the Wind
- The Bitch Is Back
- Don’t Let the Sun Go Down on Me
- Island Girl
- Bennie and the Jets
- Sorry Seems to Be the Hardest Word
- Philadelphia Freedom
- Blue Eyes
- I Guess That’s Why They Call It the Blues
- Crystal
- Kiss the Bride
- One More Arrow
- Too Low for Zero
- I’m Still Standing
- Your Song
- Saturday Night’s Alright (for Fighting)
- Goodbye Yellow Brick Road
- Crocodile Rock
- Pinball Wizard
- Song for Guy

## Tourdaten
| Nr.                  | Datum            | Stadt          | Land           | Veranstaltungsort               |
| Leg 1 – Afrika       | Leg 1 – Afrika   | Leg 1 – Afrika | Leg 1 – Afrika | Leg 1 – Afrika                  |
| -------------------- | ---------------- | -------------- | -------------- | ------------------------------- |
| 1                    | 7. Oktober 1983  | Bophutatswana  | Sudafrika      | Sun City Super Bowl             |
| 2                    | 8. Oktober 1983  | Bophutatswana  | Sudafrika      | Sun City Super Bowl             |
| 3                    | 9. Oktober 1983  | Bophutatswana  | Sudafrika      | Sun City Super Bowl             |
| 4                    | 10. Oktober 1983 | Bophutatswana  | Sudafrika      | Sun City Super Bowl             |
| 5                    | 12. Oktober 1983 | Bophutatswana  | Sudafrika      | Sun City Super Bowl             |
| 6                    | 13. Oktober 1983 | Bophutatswana  | Sudafrika      | Sun City Super Bowl             |
| 7                    | 14. Oktober 1983 | Bophutatswana  | Sudafrika      | Sun City Super Bowl             |
| 8                    | 15. Oktober 1983 | Bophutatswana  | Sudafrika      | Sun City Super Bowl             |
| Leg 2 – Australasien |                  |                |                |                                 |
| 9                    | 19. Februar 1984 | Christchurch   | Neuseeland     | Addington Showgrounds           |
| 10                   | 22. Februar 1984 | Wellington     | Neuseeland     | Athletic Park                   |
| 11                   | 25. Februar 1984 | Auckland       | Neuseeland     | Mount Smart Stadium             |
| 12                   | 28. Februar 1984 | Melbourne      | Australien     | Sports and Entertainment Centre |
| 13                   | 29. Februar 1984 | Melbourne      | Australien     | Sports and Entertainment Centre |
| 14                   | 1. März 1984     | Melbourne      | Australien     | Sports and Entertainment Centre |
| 15                   | 2. März 1984     | Melbourne      | Australien     | Sports and Entertainment Centre |
| 16                   | 3. März 1984     | Melbourne      | Australien     | Sports and Entertainment Centre |
| 17                   | 6. März 1984     | Perth          | Australien     | Entertainment Centre            |
| 18                   | 7. März 1984     | Perth          | Australien     | Entertainment Centre            |
| 19                   | 9. März 1984     | Adelaide       | Australien     | Memorial Drive Park             |
| 20                   | 12. März 1984    | Brisbane       | Australien     | Festival Hall                   |
| 21                   | 13. März 1984    | Brisbane       | Australien     | Festival Hall                   |
| 22                   | 14. März 1984    | Brisbane       | Australien     | Festival Hall                   |
| 23                   | 16. März 1984    | Sydney         | Australien     | Entertainment Centre            |
| 24                   | 17. März 1984    | Sydney         | Australien     | Entertainment Centre            |
| 25                   | 19. März 1984    | Sydney         | Australien     | Entertainment Centre            |
| 26                   | 20. März 1984    | Sydney         | Australien     | Entertainment Centre            |
| 27                   | 21. März 1984    | Sydney         | Australien     | Entertainment Centre            |
| 28                   | 22. März 1984    | Sydney         | Australien     | Entertainment Centre            |
| 29                   | 24. März 1984    | Sydney         | Australien     | Entertainment Centre            |
| 30                   | 25. März 1984    | Sydney         | Australien     | Entertainment Centre            |
| 31                   | 30. März 1984    | Hongkong       | Hongkong       | Hong Kong Coliseum              |
| 32                   | 31. März 1984    | Hongkong       | Hongkong       | Hong Kong Coliseum              |

## Band
- Elton John: Gesang, Klavier
- Davey Johnstone: Gitarre, Hintergrundgesang
- Fred Mandel: Keyboards, Gitarre, Hintergrundgesang
- Dee Murray: Bass, Hintergrundgesang
- Nigel Olsson: Schlagzeug, Percussion, Hintergrundgesang